# Andorià

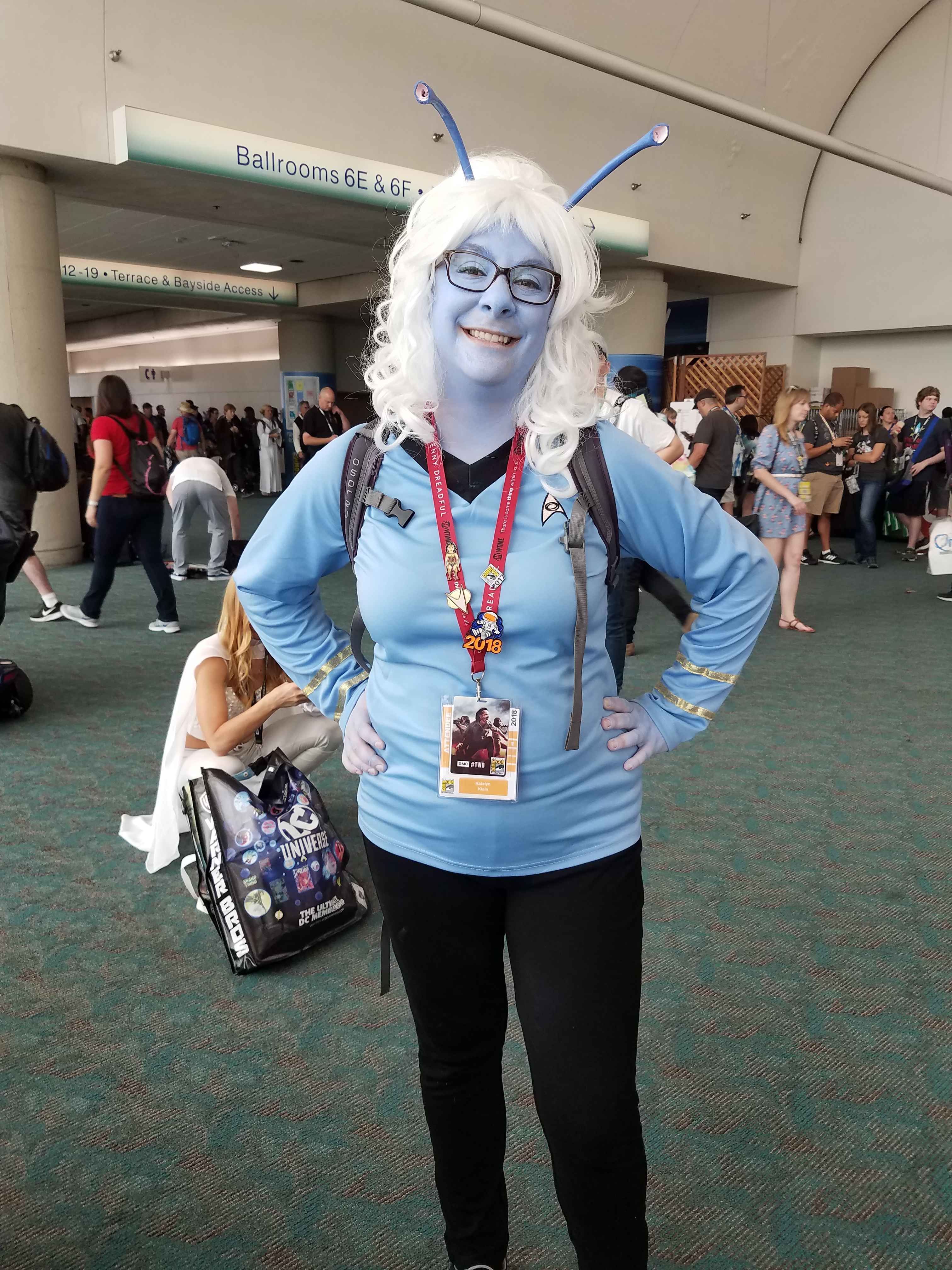
Andoriana a Star Trek: The Experience, en Las Vegas.

Els andorians són una raça fictícia d'humanoides extraterrestres  de la franquícia de ciència-ficció estatunidenca Star Trek. Van ser creats per l'escriptora D. C. Fontana. Dins de la narrativa de Star Trek, són originaris de la lluna blava i gelada de classe M, Andòria (de vegades anomenada Andor). Els trets distintius dels andorians inclouen la seva pell blava/verda, un parell d'antenes cranials i els cabells blancs.

Bandera amb el símbol andorià

Els andorians van aparèixer per primera vegada a l'episodi "Viatge a Babel" de "La sèrie original" de 1967, i s'han vist o esmentat en episodis de sèries posteriors de la franquícia "Star Trek". Es va indicar que eren un membre vital i important de la Federació Unida de Planetes a l'episodi de 1997 de Star Trek: Deep Space Nine "In the Cards", però no van obtenir una exposició considerable fins a la sèrie de 2001-2005 Star Trek: Enterprise, en què van ser utilitzats com a personatges recurrents, sobretot en la persona de Thy'lek Shran, un comandant de nau estel·lar que va mantenir una amistat de vegades adversaria i reticent amb el capità Jonathan Archer de l' 'Enterprise'. La sèrie va revelar més sobre les naus andorianes, el món natal Andòria, i la cultura i la història dels andorians i les seves subespècies, els Aenar. L'episodi del 2004 "Hora Zero" va establir que els andorians eren un dels quatre membres fundadors de la Federació Unida de Planetes.

## Desenvolupament
Els andorians van aparèixer en quatre episodis de la sèrie original i van ser elements de fons a Star Trek: La pel·lícula i Star Trek 4: Missió salvar la Terra, però van romandre en gran part sense desenvolupar fins a Enterprise.  El productor creador Brannon Braga originalment volia limitar el nombre d'elements de la sèrie original a Enterprise, però va veure el repte de "prendre els extraterrestres més ximples de la sèrie original i convertir-los en una cultura real que sigui genial i creïble".

## Aspecte
Els andorians tenen sang blava, pell blava, cabells blancs i antenes a la corona del crani. A l'època de la sèrie de televisió del 2001 al 2005 Star Trek: Enterprise, les antenes es representaven com a protuberants del front i capaces de moure's, utilitzades per a gestos i equilibri. El disseny dels andorians ha canviat amb cada nova producció; incloent-hi la col·locació de les seves antenes, aparells de maquillatge addicionals i el to blau de la seva pell.

## Món natal
Andòria (de vegades anomenada Andor), és una lluna gelada que orbita un gegant gasós anellat. En un extra del DVD per a la quarta temporada d' "Enterprise", els guionistes dels episodis Judith i Garfield Reeves-Stevens van afirmar que Andor era el gegant gasós i Andòria la lluna, i que aquest era un esforç conscient per abordar la discrepància, però que l'ús variable entre el cànon, la referència i les fonts amb llicència no ha resolt completament la discrepància.
La majoria de les ciutats d'Andòria estan construïdes sota terra per aprofitar la calor geotèrmica. Se sap que les temperatures poden arribar als -28 °C a l'estiu. Andoria té almenys una lluna o un planeta veí. Els andorians comparteixen el seu món natal amb una subespècie telepàtica obscura, Aenar, que tenen la pell blau clar o blanca.
El llibre no canònic Star Trek Star Charts (2002) cita Andòria com el setè planeta en òrbita al voltant de l'estrella Procyon (Alpha Canis Minoris) al Quadrant Beta, però material anterior té Andòria com el vuitè planeta de la nana taronja Epsilon Indi al Quadrant Alfa. Andòria és vora Betazed, la Terra, Tellar, i Vulcà.

## Cultura andoriana
Els andorians es descriuen a si mateixos com una espècie violenta i guerrera, però no lluiten sense justificació i menyspreen la deshonestedat. Són éssers passionals amb un gran sentit de la família.
Hi ha una subespècie andoriana anomenada Aenar, que habita sota el gel en un dels seus pols. Són telèpates i pacifistes. La seva cultura es basa en la cooperació: no hi ha governants formals, només designen líders si sorgeix una necessitat concreta. Conceben un ésser suprem, del qual apareix un retrat al planeta Sha Ka Ree.
Els andorians han realitzat nombroses contribucions culturals al Quadrant Alfa. L'Acadèmia Andoriana d'Art es considera la millor escola del seu tipus. El blues andorià, per la seva banda, és un tipus de música jazz que va ser inspirat per aquesta raça.

## Recepció
El 2017, Den of Geek va classificar els andorians com els 9è millors alienígenes de la franquícia Star Trek.